# Chã de Igreja
Chã de Igreja est une ville de l’île de Santo Antão au Cap-Vert.

## Présentation
Chã de Igreja est située près de la côte nord de l'île, dans la vallée de la rivière Ribeira da Garça, à 19 km au nord-ouest de Porto Novo, la capitale de l'île Santo Antão. 
La route nationale EN3-SA06 relie Manta Velha à Chã de Igreja.
La réserve naturelle de Cruzinha, qui comprend le petit village balnéaire de Cruzinha da Garça (qui fait partie de Chã de Igreja), s'étend au nord-est de Chã de Igreja le long de la côte.

## Subdivisions
- Cabouco de Tarefe
- Chã de Cima
- Chã de Igreja
- Covoada
- Cruz
- Cruzinha
- Curral de Mocho
- Fajã Grande
- Fundo de Mocho
- Ladeira
- Lombo Clara de Mocho
- Lombo de João Pedro
- Selada de Mocho

## Population
En 2010, sa population était de 672 habitants.